# Netshoes Miners
A Netshoes Miners , antiga Miners que sucede a E-Flix eSports, é uma organização brasileira de eSports, campeã do Wild Circuit de 2022, campeonato feminino de Wild Rift, e da Copa NFA 2022, principal competição de FreeFire emulador do Brasil e uma das maiores das Américas, onde competiu sob o nome Netshoes eSports.
O nome é uma homenagem a Minas Gerais, Estado brasileiro comum aos fundadores da equipe, e o logo é um trem, em homenagem à cultura e à história mineiras. A empresa de e-commerce Netshoes detém, atualmente, os naming rights da equipe. 
O Hino (Segue o Trem) foi composto e cantado pelos músicos mineiros Chris MC, Malaca e Pexande.

## História - E-Flix eSports
Criada sob o nome de E-Flix eSports, em 2016, por Marcelo "Fadul", inspirado enquanto ouvia um podcast numa viagem de São José do Rio Preto a Belo Horizonte, como uma organização voltada à gestão de equipes de eSports e produção de conteúdo relacionado, a E-Flix começou com uma equipe de FIFA.
Em 2017, o atleta Rafifa se tornou campeão das américas pela E-Flix eSports e, em seguida, foi negociado com o Paris Saint Germain, na primeira transferência onerosa na história da modalidade e do esporte eletrônico brasileiro.  
Ainda em 2017, a Netshoes adquiriu os naming rights da equipe no FIFA, passando a E-Flix a competir sob o nome Netshoes eSports (NSE).
Em 2019, a organização firmou contrato de licenciamento de marca com o Cruzeiro, com vistas a criar e gerir equipes de eSports sob o nome do clube mineiro, iniciando o Cruzeiro eSports na Liga Brasileira de Free Fire (LBFF).  
Na Liga NFA, de Free Fire emulador, a E-Flix passou a competir sob o nome Nesthoes eSports (NSE).
Em outubro de 2020, a Riot Brasil anunciou a E-Flix como uma das equipes selecionadas para participar do Campeonato Brasileiro de League of Legends (CBLOL) a partir da temporada 2021. O nome eleito pela E-Flix para a primeira Etapa do CBLOL 2021 foi o do Cruzeiro eSports, terminando a competição em 8.º lugar.
Após o término da primeira Etapa do CBLoL 2021, em março, a parceria entre E-Flix e Cruzeiro chegou ao fim. Após um processo de rebranding, em maio de 2021, foi anunciado o novo nome, Miners GG, homenageando Minas Gerais, bem como que a equipe viria a competir na LBFF e no CBLOL como Netshoes Miners (NMG).
Em junho de 2021, a Miners GG foi a primeira organização a jogar com uma atleta transexual no CBLOL, a Ari.
Em agosto de 2021, finalizou a 2ª Etapa da Liga Brasileira de FreeFire em 4º lugar. A renovação de contrato do capitão da equipe, Patrick Natividade, foi noticiada como a mais alta já divulgada no cenário de eSports no Brasil.
Em março de 2022, sagrou-se campeã da Copa NFA e conquistou, pela primeira vez, vaga para os playoffs (fase final) da primeira Etapa do CBLOL e do CBLOL Academy. 

## Hino
| País   | Nome         | Artistas                  | Gênero(s) |
| ------ | ------------ | ------------------------- | --------- |
| Brasil | Segue o Trem | Pexande, Malaca, Chris MC | Hip Hop   |

O hino Segue o Trem, lançado em 24 de maio de 2021, foi composto pelos músicos mineiros Chris MC, Malaca e Pexande reunindo cultura mineira, eSport e Hip Hop característico de Belo Horizonte, a capital do Estado.

## League of Legends
Em outubro de 2020, a Riot Games Brasil anunciou via redes sociais que a então E-Flix eSports foi uma das 10 equipes escolhidas para jogar o CBLOL de 2021. Competindo sob o nome Cruzeiro eSports, a equipe terminou a primeira Etapa do CBLOL 2021 na 8ª colocação, com 6 vitórias e 12 derrotas. No CBLOL Academy, a colocação final foi um 9º lugar, com 4 vitórias e 14 derrotas.
Já sob o nome Netshoes Miners para a Segunda Etapa do CBLOL de 2021, o desempenho foi similar. Com 5 vitórias e 13 derrotas, a equipe amargou a 9ª colocação. No Academy, o cartel de 6 vitórias e 12 derrotas deixou o time em 8º lugar.
Na primeira Etapa de 2022 do CBLOL, a contratação de dois coreanos (Jong "Croc" Park e Sumin "DoRun" Lee) e de Ruan "Anyyy" Cardoso surtiram efeito, fazendo com que a fase regular em 5º lugar, com 10 vitórias e 8 derrotas, alcançando um lugar na fase final (playoffs) pela primeira vez. No CBLOL Academy, a equipe também evoluiu, vindo a encerrar a temporada regular em 2º lugar, com 12 vitórias e 4 derrotas. Nos Playoffs, porém, a derrota para a PaiN, em série melhor de 3, fez com que a equipe tivesse de se contentar em finalizar a competição como semifinalista.
Em abril de 2022, a equipe anunciou a saída do Head de League of Legends, Jukaah Vargas, passando o cargo a Victor Targino, então Diretor de Operações. Durante a janela de transferências, o coreano Croc foi negociado com a Loud, havendo a promoção de Hugato, da equipe Academy, para a principal. Por decisão da Riot Games, a equipe teve de deixar de utilizar o nome do patrocinador Netshoes no CBLOL para a Segunda Etapa, vez que há outra equipe patrocinada por empresa do mesmo grupo (KaBuM!), passando a competir apenas como Miners.
No Wild Tour 2022, fase final do campeonato da modalidade mobile de League of Legends (Wild Rift), disputada presencialmente na cidade de Belo Horizonte, a equipe finalizou a competição em 4.º lugar. Um torcedor de Rio Branco, no Acre, chamou a atenção por ter viajado mais de 3 mil quilômetros para apoiar a Miners na Capital mineira.
No Wild Circuit 2022, torneio feminino de Wild Rift, a Miners sagrou-se campeã, vencendo a TBK por 4x1 na grande final nos estúdios da Riot Games Brasil. Na Ignis Cup 2022, primeiro campeonato feminino de LOL organizado pela Riot Games, a Miners finalizou em 3º Lugar. 

## FreeFire
Ainda competindo sob o nome Cruzeiro eSports, a equipe terminou a primeira Etapa da Série A Liga Brasileira de FreeFire ("LBFF") de 2021 (LBFF 4) na 3ª colocação. Já sob o novo nome, a Miners finalizou a segunda Etapa da Série A da LBFF na 4ª colocação. O desempenho na Primeira Etapa da Série A de 2022 foi bem abaixo do esperado. O 17º lugar fez com que a equipe tivesse de passar pela repescagem (Grupo de Acesso), bem sucedida, para se manter na Série A para a Segunda Etapa.
Na Copa NFA, sagrou-se campeã competindo sob o nome Netshoes eSports.

## Feitos
Campeã da Copa NFA 2022 de FreeFire Emulador.
Campeã do Wild Circuit: Game Changers de 2022.
Primeira equipe a disputar uma partida de CBLOL com uma atleta trans, a Ari.
Primeira equipe a disputar uma partida de CBLOL com mais de uma mulher na lineup, Ari e Lawi.
Top 3 na Ignis Cup de 2022.
Top 4 na Liga Brasileira de FreeFire em 2021.

Top 4 no Wild Tour em 2022.